# Kalvariengürtel Straße
Die Kalvariengürtel Straße (B 67b) ist eine Landesstraße in Österreich. Sie verbindet auf 3 km Länge die Grazer Straße (B 67) im Norden der Innenstadt mit der Grazer Ring Straße (B 67a).

## Geschichte
Die Eggenberger Gürtel Straße gehört seit dem 1. Jänner 1973 zum Netz der Bundesstraßen in Österreich. Seit dem 1. April 1983 wird sie als Kalvariengürtel Straße bezeichnet.